# Зелёный цветок
Зелёный цветок (латыш. Zaļā puķe) — объединение молодых художников-авангардистов Латвии.
Возникло в 1914 г. вокруг Язепа Гросвалда, предыдущие пять лет проведшего в поездке по Европе (преимущественно в Мюнхене и Париже). В объединение входили Александр Древин (вскоре после создания группы, правда, покинувший Ригу), Карл Иогансон, Валдемарс Тоне и Конрад Убанс. «Зелёный цветок» просуществовал до 1919 г., когда на его основании возникла Рижская группа художников.